# Jean Levavasseur
Jean Georges Levavasseur (* 8. Juni 1924 in Chatou; † 10. Februar 1999 in Poissy) war ein französischer Säbelfechter.

## Erfolge
Jean Levavasseur wurde 1950 in Monte Carlo im Einzel Weltmeister. Mit der Mannschaft sicherte er sich 1949 in Kairo und 1950 in Monte Carlo die Vizeweltmeisterschaft, zudem gewann er mit ihr 1954 in Luxemburg Bronze. Zweimal nahm er an Olympischen Spielen teil: 1948 belegte er in London in der Mannschaftskonkurrenz den fünften Rang mit der französischen Equipe, während er im Einzel in der Halbfinalrunde ausschied. Bei den Olympischen Spielen 1952 in Helsinki beendete er den Mannschaftswettbewerb dagegen hinter Ungarn und Italien auf dem dritten Platz und erhielt so mit Jacques Lefèvre, Jean-François Tournon, Bernard Morel, Jean Laroyenne und Maurice Piot die Bronzemedaille. Im Einzel kam er erneut nicht über die Halbfinalrunde hinaus.